# Blacha aluminiowa
Blacha aluminiowa – pokrycie dachowe wytwarzane ze stopów aluminium, jest odporna na wodę, lecz nie na działanie wodorotlenków, kwasów beztlenowych czy wody morskiej (również na cząsteczki znajdujące się w powietrzu). Powoduje to że musi być powlekana warstwami ochronnymi. Proces ten jest bardzo energochłonny, co sprawia to, że blachy aluminiowe należą do najdroższych pokryć dachowych. Ze względu na swoją miękkość łatwo ulegają uszkodzeniom mechanicznie. Dodatkowo charakteryzują się bardzo dużą rozszerzalnością liniową co należy uwzględnić przy stosowaniu ich na połaciach przekraczających 7 m długości. Stosowane są głównie przy układaniu pokryć płaskich (na pełnym deskowaniu). Ich trwałość nie przekracza 50 lat, za to są najlżejszym rodzajem pokryć blaszanych (1,7-3 kg/m2). Poza tym stanowią rdzeń wielu blach wytłaczanych, czyli blachodachówek.

## Zalety
Blacha aluminiowa ma wiele zalet. Jest to przede wszystkim mała waga, która ma ogromne znaczenie w przemyśle dekarskim. Należy również do grupy metali szlachetnych, a jej trwałość sięga nawet 100 lat. Stopy aluminium są materiałem trwałym i wodoodpornym, a dzięki swojej plastyczności przystępnym do obróbki.